# 羽状葵树海葵
羽状葵树海葵（学名：Actinodendro plumosum）为大海葵科葵树海葵属的动物。分布于日本、太平洋热带区以及南海西沙群岛等。